# Identidad por tipo
Los alelos tienen identidad por tipo (IBT) cuando tienen el mismo efecto fenotípico o, si se aplican a una variación en la composición del ADN, como un polimorfismo de un solo nucleótido, cuando tienen la misma secuencia de ADN.
Los alelos que son idénticos por tipo se dividen en dos grupos; los que son idénticos por descendencia (IBD) porque surgieron del mismo alelo en una generación anterior; y aquellos que no son idénticos por descendencia (NIBD) porque surgieron de mutaciones separadas. Sin embargo, NIBD también puede ser idéntico por estado (IBS) si comparten la misma expresión mutacional pero no a través de un ancestro común reciente. Las parejas de padres e hijos comparten el 50% de sus genes de IBD y los gemelos monocigóticos comparten el 100% de IBD.